# Osveja (jezero)
Osveja (bjeloruski: Асвейскае возера ili Асьвейскае возера; ruski: озеро Освея ili Освейское озеро) je veliko slatkovodno jezero u Vitebskoj oblasti u sjevernoj Bjelorusiji.
U blizini je granice Bjelorusije s Latvijom i Rusijom. Ima površinu od 52,8 km2, što ga čini drugim po veličini jezerom u zemlji.
Njegova maksimalna duljina je 11,4 km, a maksimalna širina 7,8 km. Doseže maksimalnu dubinu od 7,5 metara. Ima prosječnu dubinu od 2 m, a nalazi se na nadmorskoj visini od 129,8 m.
Dno jezera sastoji se od gline. Obala je duga 33,4 km te se sastoji od treseta i pijeska. Na zapadnoj obali je Osvejska močvara. U zapadnom dijelu jezera je otok s površinom od oko 5 km², a visine 30 m. Voda je nešto mineralizirana (200-250 mg/l). Prozračnost je 2,3 m.
U jezeru obitava mnogo riba. To su uglavnom: deverika, smuđ, štuka, manić i šaran. Također ima i ptica, koje žive uz vodu: grbavi labud, mali galeb i mnoge druge vodene ptice. Od sisavaca se javljaju europski dabar i bizamski štakor.
U blizini jezera je naselje Osveja.